# Шапоренко Тамара Павлівна
Шапоренко Тамара Павлівна (18 липня 1930, с. Нововоронцовка, Херсонська область — 22 жовтня 1982, Київ) — український редактор, сценарист, кінорежисер. Була членом Спілки кінематофафістів України.
Народилася 18 липня 1930 року в селі Нововоронцовці Херсонської області в родині робітника. Закінчила сценарний факультет Всесоюзного державного інституту кінематофафії (1958) та аспірантуру при ньому (1966). Працювала редактором на Київській кіностудії імені О. П. Довженка (1958—1960), режисером на кіностудіях «Укртелефільм» (1967—1970) та «Київнаукфільм» (1970—1982). Померла 22 жовтня 1982 року у Києві.

## Фільмографія
Створила фільми:
- «Мій дід — червоний козак» (1968, т/ф),
- «Чотириста біофафій» (1969, сцен, і реж.),
- «Леніну пишу» (1970, сцен, і реж.),
- «Студенти» (1972, сцен, і реж.),
- «Шукачі» (1973, сцен, і реж.) та ін.

## Книги
Автор книжок:
- «Літературний сценарій та фільм» (К., 1960, у співавт.),
- «Четыре встречи» (М., 1963),
- «Роль эпизода в киносценарии» (М., 1966).